# Philippe Lioret
Pour les articles homonymes, voir Lioret.
 (avril 2024).
Si vous disposez d'ouvrages ou d'articles de référence ou si vous connaissez des sites web de qualité traitant du thème abordé ici, merci de compléter l'article en donnant les références utiles à sa vérifiabilité et en les liant à la section « Notes et références ».
Philippe Lioret est un réalisateur, scénariste et producteur français né le 10 octobre 1955 à Paris.

## Parcours

### Débuts professionnels
C'est dans le domaine du son, filière atypique pour un futur réalisateur, que Philippe Lioret commence son parcours professionnel[réf. souhaitée]. Il apparaît ainsi au générique d'une vingtaine de films de 1980 à 1992, comme assistant, puis ingénieur du son pour des réalisateurs aussi variés que Michael Apted, Coline Serreau, Michel Drach, Claude Goretta, Robert Altman et Michel Deville avec qui il collabore sur plusieurs films et avec lequel il tisse des liens très proches.

### Passage à la réalisation
En 1993, il passe à la réalisation en écrivant et dirigeant Tombés du ciel, avec Jean Rochefort, Ticky Holgado et Marisa Paredes, pour lequel il obtient le prix de la mise en scène et celui du scénario au festival international du film de Saint-Sébastien.
Attaché à des acteurs fétiches, comme Jacques Gamblin, Sandrine Bonnaire puis Vincent Lindon, il choisit d'abord ses sujets en privilégiant la légèreté dans les thèmes profonds, comme dans Tenue correcte exigée (1997) et Mademoiselle (2000). En 2003, il tourne L'Équipier pour lequel il aura trois nominations aux César. En 2006, nouveau succès avec Je vais bien, ne t'en fais pas, qui décroche 5 nominations aux Césars dont meilleur film, meilleur réalisateur, meilleur scénario, et en obtient deux.
En 2009, il réalise Welcome, film engagé et sensible sur le thème des migrants, qui touche l'opinion et devient un succès public. Il obtient 10 nominations aux César dont meilleur film, meilleur réalisateur et meilleur acteur. Sa comparaison du sort des immigrés clandestins avec celle des Juifs durant la Seconde Guerre mondiale suscite une polémique et est sévèrement critiquée par des historiens comme Henry Rousso qui y voit de l'« ignorance » et de la « provocation », mais qui affirme aussi que : « Le propos du film de Philippe Lioret a néanmoins le mérite d’attirer l’attention sur un point : un pays comme la France, qui a connu des poussées de xénophobie et a participé au génocide des Juifs, devrait être averti et vigilant sur ces pratiques discriminatoires envers des enfants et des adultes sans protection. »
En 2010, il se mobilise pour la cause des travailleurs étrangers en situation irrégulière en grève aux côtés de nombreux cinéastes et artistes,.
En novembre 2011 sort Toutes nos envies, librement inspiré du livre D'autres vies que la mienne d'Emmanuel Carrère, avec, à nouveau, Vincent Lindon ainsi que Marie Gillain, nommée aux Césars pour ce film.

## Allégations d'agressions sexuelles
En 2024, dix actrices françaises, dont Hélène Seuzaret, Amandine Dewasmes, ou encore Élodie Frenck, dénoncent des agressions sexuelles qu'elles auraient subies de la part de Philippe Lioret. Celui-ci réfute les accusations, assurant ne « jamais [avoir] eu la sensation d’essayer d’abuser de qui que ce soit de toute [s]a vie. » Trois des actrices évoquent « des baisers sur la bouche forcés » en marge de castings, notamment pour le film Toutes nos envies, en 2010. Émilie Deville, Marie Gillain et Louise Szpindel témoignent également d'actes déplacés et d'abus de pouvoir, confirmés par la directrice de casting du film et son assistante. Plusieurs comédiennes affirment que le réalisateur leur a demandé de montrer leur poitrine,. À date aucune plainte n’a été déposée ni aucune procédure judiciaire engagée[réf. nécessaire].

## Filmographie

### Cinéma

#### Longs métrages
- 1994 : Tombés du ciel
- 1997 : Tenue correcte exigée
- 2001 : Mademoiselle
- 2004 : L'Équipier
- 2006 : Je vais bien, ne t'en fais pas
- 2009 : Welcome
- 2011 : Toutes nos envies
- 2016 : Le Fils de Jean
- 2022 : 16 Ans

#### Courts métrages
- 1984 : Tout doit disparaître
- 1994 : 3000 scénarios contre un virus - segment La Sirène
- 1995 : 1, 2, 3 lumières !
- 2001 : 12 Regards sur le racisme au quotidien - segment Pas d'histoires
- 2005 : Tue l'amour (série talents Cannes 2005)
- 2005 : Vache-qui-rit (série talents Cannes 2005)

### Téléfilm
- 2020 : Paris-Brest (Arte)

## Distinctions

### Récompenses
- 1993 : Coquille d'argent du meilleur réalisateur et prix du meilleur scénario du festival international du film de Saint-Sébastien pour Tombés du ciel
- 2007 : Étoile d'or du scénariste pour Je vais bien, ne t'en fais pas
- 2009 : Prix LUX 2009 décerné par les députés européens pour son film Welcome

### Nominations
- 2001 : Nomination pour le St. George d'or du festival international du film de Moscou pour Mademoiselle
- 2005 : Césars : 3 nominations pour L'Équipier
- 2007 : Césars : 9 nominations dont meilleur film pour Je vais bien, ne t'en fais pas[1]
- 2010 : Césars : 10 nominations pour Welcome, dont les catégories suivantes : meilleur film, meilleur réalisateur, meilleur scénario original
- 2012 : Césars : 1 nomination pour Toutes nos envies

### Décoration
- 2014 : Officier dans l'ordre des Arts et des Lettres[9]